# Терсков, Иван Александрович
Ива́н Алекса́ндрович Терско́в (11 сентября 1918, дер. Яново, Енисейская губерния — 24 февраля 1989, Красноярск, СССР) — советский учёный-биофизик, специалист в области управления биосинтезом и биофизики популяций и экосистем. Кандидат физико-математических наук, доктор биологических наук. Академик АН СССР.

## Биография
Отец — Александр Николаевич Терсков, из крестьян, более 40 лет был капитаном в Енисейском пароходстве. Мать — Феоктиста Александровна.
В 1934 г. поступил в Красноярский строительно-монтажный техникум, с 1935 г. — студент Красноярского педагогического института, в 1939 г. окончил с отличием его физико-математический факультет.
В ноябре 1939 г. призван в Красную Армию, окончил курсы танкистов. С началом Великой Отечественной войны — командир взвода 95-го танкового полка (Центральный фронт). В 1941 году, будучи раненым, попал в плен, откуда удалось бежать. Воевал командиром взвода 21 штурмового батальона (1-й Прибалтийский фронт). В 1944 г. — второе ранение и контузия; после лечения демобилизован в июле 1945 г., вернулся с фронта инвалидом II группы (с одним лёгким).
С 1945 г. — ассистент кафедры физики Красноярского медицинского института.
В 1949 году совместно с И. И. Гительзоном организовал в Красноярске исследования в области биофизики.
В 1952 г. защитил диссертацию на соискание учёной степени кандидата физико-математических наук по теме «Саморегулирующий фотоэлектронный спектрофотометр и его применение для анализа крови»; стал заведующим кафедрой физики Красноярского медицинского института.
С 1956 г. — заведующий лабораторией биофизики созданного Института физики СО АН СССР, с 1957 г. одновременно — руководитель отдела биофизики этого же института.
В 1958 г. защитил диссертацию на соискание учёной степени доктора биологических наук на тему «Спектрофотометрическое исследование крупнодисперсных окрашенных частиц биологического происхождения».
В 1968 г. избран членом-корреспондентом Академии наук СССР, стал также заместителем директора института физики. С 1969 г. — директор Института физики, а также заведующий кафедрой биофизики созданного в том же году Красноярского государственного университета.
В 1981 г. избран академиком Академии наук СССР. С 1981 по 1984 год — директор созданного Института биофизики.

Могила Терскова

Похоронен на Кунцевском кладбище в Москве.

### Семья
Дочь — Мария, кандидат биологических наук.

## Научная деятельность
Впервые создал регистрирующий спектрофотометр, разработал метод эритрограмм.
Создал эритрогемометр — прибор для анализа красной крови.
Изучал клеточные популяции крови, впервые привёл количественное описание реакции системы красной крови на внешние воздействия, сформулировал физиологические закономерности этих реакций. Рассматривал эритрон (систему красной крови) как систему автоматического регулирования, дал её математическое описание.
Изучал управляемые популяции микро- и макроорганизмов, что позволило экспериментально решить задачу создания из них сложных экосистем вплоть до замкнутых, объединённых круговоротом веществ. Такие системы открывают возможность изучения закономерностей существования биосферы.
Развивал математическую теорию роста.
Автор более 350 научных работ, 9 монографий, 5 авторских свидетельств, посвящённых проблемам управляемого биосинтеза, биофизики популяций и биоспектрофотометрии. Подготовил 48 кандидатов и 8 докторов наук.

## Награды
- Орден Октябрьской Революции (08.09.1978)
- орден Трудового Красного Знамени
- орден Красной Звезды
- орден Отечественной войны I степени
- семь медалей.